# Полковник-Дяково
Полковник-Дяково (болг. Полковник Дяково) — село в Болгарии. Находится в Добричской области, входит в общину Крушари. Население составляет 307 человек.

## Политическая ситуация
В местном кметстве Полковник-Дяково, в состав которого входит Полковник-Дяково, должность кмета (старосты) исполняет Исмаил Османов Османов (Движение за права и свободы (ДПС)) по результатам выборов правления кметства.
Кмет (мэр) общины Крушари — Добри Стоянов Стефанов (Движение за права и свободы (ДПС)) по результатам выборов 2007 года в правление общины.